# Grayling, Michigan
Grayling är administrativ huvudort i Crawford County i Michigan. Orten har fått sitt namn efter harren som heter grayling på engelska. Enligt 2010 års folkräkning hade Grayling 1 884 invånare.